# Pattinaggio di figura ai I Giochi olimpici giovanili invernali
Le gare di pattinaggio di figura dei I Giochi olimpici giovanili invernali si sono svolte all'OlympiaWorld di Innsbruck, in Austria, dal 14 al 22 gennaio 2012. In programma 5 eventi.

## Calendario
| Ragazzi | Programma corto        |                       | Programma libero        |                        |  |  |  |                      | 1 |
| Ragazze |                        | Programma corto       |                         | Programma libero       |  |  |  |                      | 1 |
| Misti   | Programma corto coppie | Programma corto danza | Programma libero coppie | Programma libero danza |  |  |  | Gara a squadre miste | 3 |
| Totale  |                        |                       | 2                       | 2                      |  |  |  | 1                    | 5 |

## Podi
| Evento                          | Oro                                                    | Punteggio | Argento                                                          | Punteggio | Bronzo                                                      | Punteggio |
| Singolo maschile (dettagli)     | Yan Han Cina                                           | 192,45    | Shōma Uno Giappone                                               | 167,15    | Feodosij Efremenkov Russia                                  | 163,46    |
| Singolo femminile (dettagli)    | Elizaveta Tuktamyševa Russia                           | 173,10    | Adelina Sotnikova Russia                                         | 159,08    | Li Zijun Cina                                               | 157,70    |
| Coppie (dettagli)               | Cina Yu Xiaoyu Jin Yang                                | 153,82    | Russia Lina Fedorova Maksim Miroškin                             | 134,19    | Russia Anastasija Dolidze Vadim Ivanov                      | 112,72    |
| Danza sul ghiaccio (dettagli)   | Russia Anna Janovskaja Sergej Mozgov                   | 146,96    | Ucraina Oleksandra Nazarova Maksym Nikitin                       | 131,68    | Russia Marija Simonova Dmitrij Dragun                       | 125,22    |
| Gara a squadre miste (dettagli) | Shōma Uno Jordan Bauth Jaŭhena Tkačenka Jurij Hulitski | 16        | Jaroslav Paniot Eveliina Viljanen Marija Simonova Dmitrij Dragun | 16        | Aleksandr Ljan Park So-Youn Estelle Elizabeth Romain Le Gac | 14        |

## Medagliere
| Posizione | Paese    | Oro | Argento | Bronzo | Totale |
| --------- | -------- | --- | ------- | ------ | ------ |
| 1         | Russia   | 2   | 2       | 3      | 7      |
| 2         | Cina     | 2   | 0       | 1      | 3      |
| 3         | Giappone | 0   | 1       | 0      | 1      |
| 3         | Ucraina  | 0   | 1       | 0      | 1      |
| Totale    | Totale   | 4   | 4       | 4      | 12     |